# Chitré
Chitré è una città del Panama, capoluogo della provincia di Herrera.
Il comune si affaccia sul golfo di Panama ed è localizzata sulla costa della penisola di Azuero.